# KV5
Ngôi mộ KV5 là một ngôi mộ dưới lòng đất và được xây cắt vào đá trong Thung lũng của các vị Vua. 
Nó là nơi chôn cất các con trai của Ramesses II. KV5 đã được phát hiện lần đầu trong những cuộc khai quật trước năm 1825, nhưng cuộc khai quật thật sự của nó đã được tiến hành trong năm 1995 bởi Kent R. Weeks và đội thăm dò của ông. Đến hiện nay, ngôi mộ này được biết đến như là ngôi mộ lớn nhất trong Thung lũng của các vị Vua. Weeks đã phát hiện ra nhiều dấu tích của nó nhất và được coi là người khám phá nó nhiều nhất trong Thung lũng kể từ khi Howard Carter, người khám phá ra KV62, lăng mộ của Tutankhamun vào năm 1922.

## Lịch sử
Nó nằm gần lối vào Thung lũng nên KV5 đã bị những bọn cướp xâm nhập vào thời cổ đại. Ngoài ra, trong nhiều thế kỷ, lối vào của nó đã bị lấp đầy bởi đống đổ nát trong một trận lũ quét đi qua thung lũng.
Ngôi mộ đã được khảo sát nhiều lần. Lần đầu tiên ngôi mộ được thăm dò là trong năm 1825 (bởi James Burton) và sau đó, vào năm 1902 (bởi Howard Carter), người phát hiện của mộ vua Tutankhamun. Tuy nhiên, họ đã không thể đào xuyên qua vài lớp đá đầu tiên của phòng mộ và do đó, họ không phát hiện ra bất cứ điều gì bất thường về ngôi mộ.

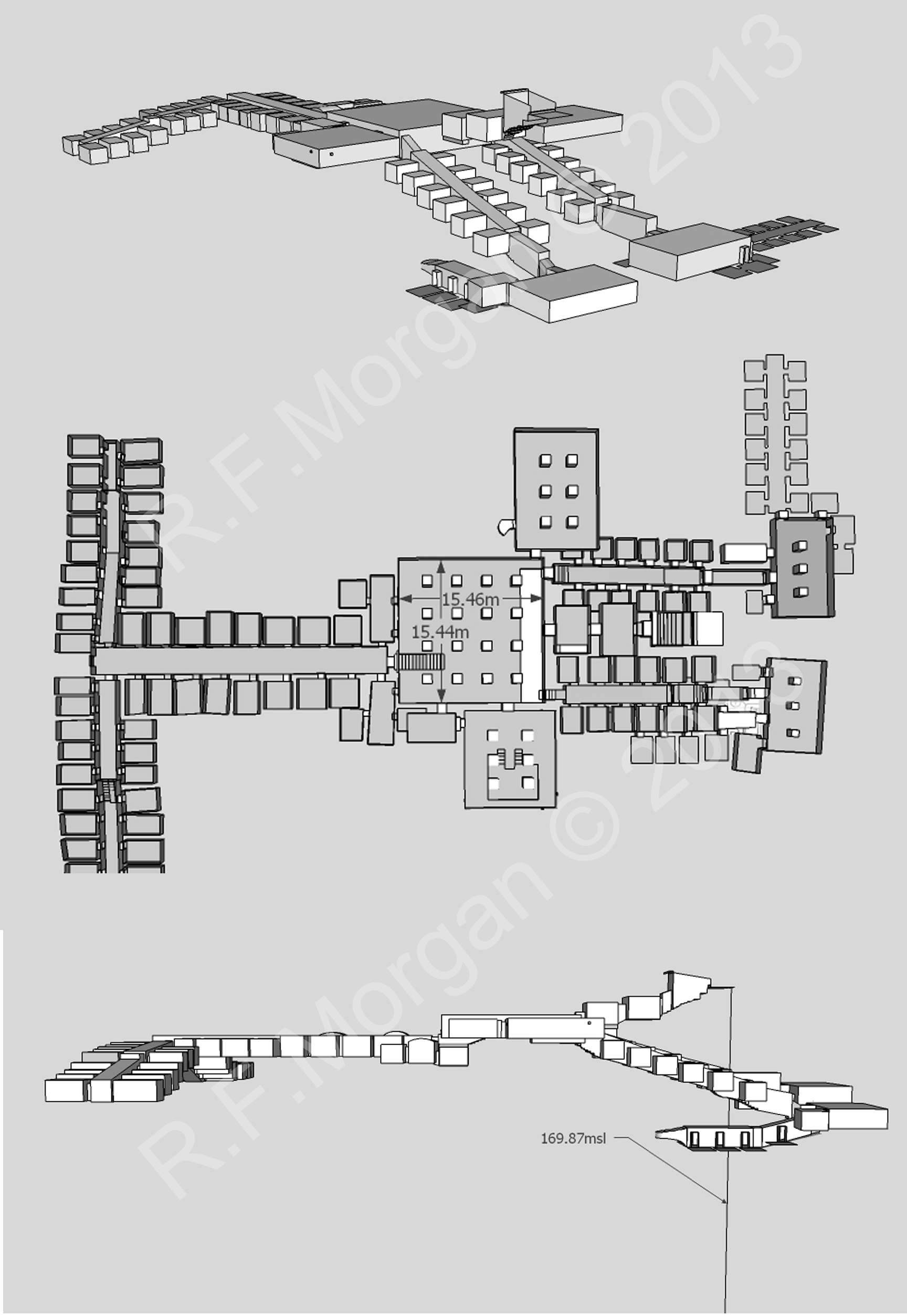
Hình ảnh của KV5 lấy từ một mô hình 3d

Nằm gần ngôi mộ của Ramses II, ngôi mộ này chôn cất hầu hết các con của ông, cả nam lẫn nữ. Những mảnh vỡ từ hộp sọ của Amun-her-khepeshef và một số những người khác, đã được tìm thấy bên trong mộ và đã được tái tạo lại.